# Creating Patterns
Creating Patterns è il quarto album in studio del gruppo drum and bass inglese 4hero, pubblicato dalla Talkin' Loud nel 2001.

## Tracce
1. Conceptions – 5:39
2. Time – 4:38
3. Golden Solitude – 6:55
4. Twothesme – 6:01
5. Another Day – 4:57
6. Hold It Down – 5:11
7. Unique – 4:43
8. Something Nothing – 2:37
9. Ways of Thought – 4:29
10. Eight – 5:40
11. Blank Cells – 5:00
12. Twelve Tribes – 6:06
13. 2-BS-74638 – 3:59
14. Les Fleur – 6:05
15. The Day of the Greys – 5:56

Durata totale: 77:56